# Kopsia griffithii
Kopsia griffithii är en oleanderväxtart som beskrevs av George King och Gamble. Kopsia griffithii ingår i släktet Kopsia och familjen oleanderväxter. Utöver nominatformen finns också underarten K. g. pubescens.